# 미라나무타기쥐
미라나무타기쥐(Tylomys mirae)는 비단털쥐과에 속하는 설치류의 일종이다. 콜롬비아와 에콰도르에서 발견된다.

## 분포 및 서식지
콜롬비아와 에콰도르의 안데스산맥 낮은 경사면 열대 숲 지역부터 태평양 저지대를 따라 에콰도르 북서부 지역까지 분포한다. 해발 200m와 1,300m 사이에서 발견된다.